# Бьяш-Сен-Ва
Бьяш-Сен-Ва (фр. Biache-Saint-Vaast) — коммуна во Франции, регион О-де-Франс, департамент Па-де-Кале, округ Аррас, кантон Бребьер. Расположена в 13 км к востоку от Арраса, в 3 км от места пересечения автомагистралей А1 "Нор" Париж-Лилль и А26 "Англия" Труа-Кале, на левом берегу реки Скарп. На севере коммуны находится железнодорожная станция Бьяш-Сен-Ва линии Париж-Лилль.
Население (2018) — 4 197 человек.

## Достопримечательности
- Неоготическая церковь Святого Петра, восстановленная в 1923-1929 годах после разрушений Первой мировой войны
- Раскопки поселения мустьерской культуры каменного века

## Экономика
Структура занятости населения:
- сельское хозяйство — 0,6 %
- промышленность — 27,1 %
- строительство — 3,7 %
- торговля, транспорт и сфера услуг — 40,8 %
- государственные и муниципальные службы — 27,9 %

Уровень безработицы (2017) — 14,4 % (Франция в целом — 13,4 %, департамент Па-де-Кале — 17,2 %). 

Среднегодовой доход на 1 человека, евро (2017) — 19 590 (Франция в целом — 21 110, департамент Па-де-Кале — 18 610).

## Демография
Динамика численности населения, чел.

## Администрация
Пост мэра Бьяш-Сен-Ва с 2020 года занимает Эрве Наглик (Hervé Naglik). На муниципальных выборах 2020 года возглавляемый им независимый список победил в 1-м туре, получив 65,47 % голосов.
| Период | Период | Фамилия         | Партия                  | Примечания                    |
| ------ | ------ | --------------- | ----------------------- | ----------------------------- |
| 1971   | 1992   | Ив Франсуа Брие | Коммунистическая партия | служащий нотариальной конторы |
| 1995   | 1995   | Мишель Лефевр   |                         | картонажник                   |
| 1995   | 2020   | Мишель Усо      | Разные правые           | врач                          |
| 2020   |        | Эрве Наглик     |                         |                               |

## Галерея
- Церковь Святого Петра
- Ваза водного спорта на реке Скарп

1. 1 2  база данных о французских коммунах — Национальный географический институт Франции, 2015.